# Cahal Pech

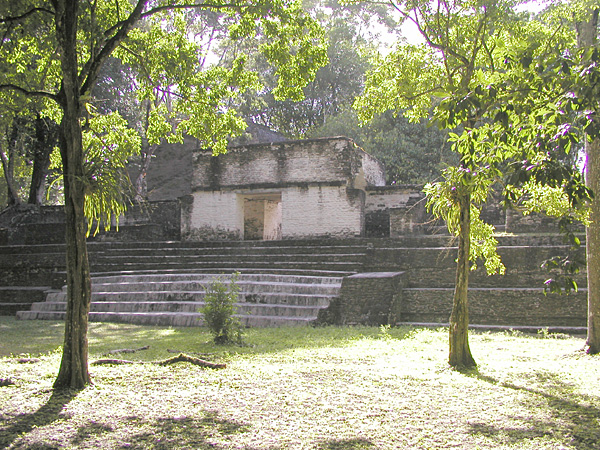
Patio principal.

Cahal Pech es un emplazamiento maya cuyas ruinas están ubicadas cerca de la localidad de San Ignacio en el Distrito de Cayo en Belice.
Por la zona discurre el río Macal, que al unirse al río Mopán forman el río Belice.

## Etimología

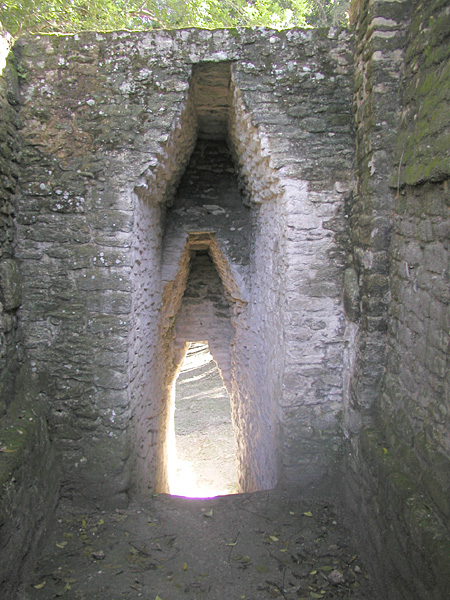
Pasadizo abovedado.

El nombre de Cahal Pech es una combinación de las lenguas mayas yucateca y mopan, habladas en México la primera y en Guatemala y Belice la segunda. El significado literal es "tierra de garrapatas". Este nombre fue dado porque en esta zona, en la década de 1950, abundaba la ganadería pastando lo que fomentaba la proliferación de las garrapatas. 

## Descripción
Se han encontrado evidencias que corroboran que el asentamiento fue habitado hasta alrededor del año 900 a. C.,  convirtiéndolo en uno de los conjuntos de ruinas mayas más antiguo de Belice occidental.
Este lugar fue residencia de una importante familia maya y la mayor parte de la construcción data del período clásico de esta cultura. El yacimiento consta de 34 estructuras, destacando la más alta de ellas con 25 metros.

## Yacimiento arqueológico
Se desconoce la fecha exacta del descubrimiento del sitio, pero debió de ser a principios de la década de 1950, pues la Universidad de Pensilvania realizó unos mapas preliminares en 1951, aunque éstos no fueron publicados nunca.
No fue hasta 1969 cuando el Departamento de Arqueología del gobierno del propio país empezó a trabajar en este lugar.
Desde finales del siglo XX es una zona visitable, donde pueden visitarse las excavaciones arqueológicas y un pequeño museo.